# انتم (آریزونا)
انتم (به انگلیسی: Anthem) یک منطقهٔ مسکونی در ایالات متحده آمریکا است که در شهرستان مریکوپا، آریزونا واقع شده‌است. انتم ۲۰٫۶۹ کیلومتر مربع مساحت و ۲۱٬۷۰۰ نفر جمعیت دارد و ۵۶۷٫۸۵ متر بالاتر از سطح دریا واقع شده‌است.